# Satanas shah
Satanas shah är en tvåvingeart som först beskrevs av Camillo Rondani 1873.  Satanas shah ingår i släktet Satanas och familjen rovflugor. Inga underarter finns listade i Catalogue of Life.